# 因幡毛利氏
因幡毛利氏（いなばもうりし）は、日本の氏族の一つで因幡国八東郡私部（きさいち）郷の国人領主の一族。

## 概略
因幡毛利氏は因幡国私部城を中心に南因幡一帯に勢力を誇っていた国人である。中国地方の覇者・安芸国の毛利氏（本項では「安芸毛利氏」と表記する）とは同族別系の一族で、因幡守を拝領した大江広元を始祖としている。

### 南北朝時代
因幡毛利氏が文献に初めて現れるのは南北朝時代の文和年間にさかのぼる。文和3年（1354年）10月14日、この日足利尊氏は「因幡国私部郷毛利次郎・同庶子跡」などを佐々木秀綱の後継人に与えた。当時、因幡に勢力を及ぼしていた山名氏は幕府に敵対しており、因幡毛利氏もこれに追従していたといわれている。また、翌文和4年（1355年）2月の神南合戦では山名氏傘下の武士に「毛利因幡守」なる人物がいたことが分かっている。

### 室町時代
室町時代中頃、永享年間になると毛利修理亮が幕府奉公衆の地位を獲得、以降中央の史料に散見するようになった。因幡毛利氏は修理亮以後、代々奉公衆として幕府に仕えた。
文明年間の当主・毛利貞元の代になると、因幡毛利氏は奉公衆の立場を利用して2度にわたり「毛利次郎の乱」とよばれる反守護の反乱を起こした。いずれも守護家によって鎮圧されたが、守護相手の一連の反乱は後々にわたって大きな自信となり、戦国時代における但馬山名氏への反抗につながった。

### 戦国時代から安土桃山時代
天文から永禄年間にかけて、因幡毛利氏は次郎の乱以降、与党化していた矢部氏などと共に但馬山名氏の支配に反抗、私部表などで但馬山名氏を迎え撃った。また、天文11年（1542年）から同15年（1546年）にかけて一族で山名氏との関係を深めていた山崎毛利氏を滅亡させ、当時因幡へ進出してきた尼子氏と連携、永禄12年（1569年）、毛利信濃守は矢部氏、丹比氏、用瀬氏などと共に鳥取城の武田高信を攻撃した。
天正年間になり、尼子氏に代わって安芸毛利氏の勢力がこの地に及んでくると、最後の当主・毛利豊元は安芸毛利氏の傘下へ入った。豊元は子息・松千代丸を人質に差し出し、織田氏の進出を防ぐことになったが、天正8年（1580年）5月、豊臣秀吉率いる織田軍が因幡へ侵攻すると、私部城にいた豊元らは鳥取城へ撤収した。翌年10月、鳥取城が吉川経家の切腹により開城すると豊元は行方不明となり、200余年続いた因幡毛利氏はここに滅亡した。

## 一族
- 毛利民部大輔

文亀3年（1503年）10月9日の「宝鏡寺文書」に幕府奉公衆として見える人物。延徳元年に自刃した毛利貞元に近い筋の人物と見られる。
- 毛利苓原筑後守大江忠真

天文2年（1533年）8月に書かれた「富田八幡宮所蔵能面墨書銘」に見える人物。生年41歳。銘文によるとこの人物は同年8月上旬に出家して、法名を恕休と号した。「因州八東郡私部郷住人」とあることからほぼ間違いなく因幡毛利一族である。
- 毛利左近丞

「相應峯寺過去帳」に見える永禄3年（1560年）に死去した人物。同年2月26日に起きた私部表合戦において戦死か。

## 家臣団
因幡毛利氏は小大名クラスの国人領主であるが、早くから在地名を苗字にする地侍などを家臣団に組み込んでいた。また、この地方の国人領主としては珍しく史料が残っており、姫地氏や長砂氏への感状や知行宛行状が知られている。
- 姫地玄蕃允
- 長砂与五郎